# Francesco Di Benedetto
Francesco Di Benedetto (Altamura, 10 marzo 1941 – Altamura, 6 agosto 2021) è stato un allenatore di calcio italiano.

## Carriera
Dopo diversi anni in cui fa da vice a Ettore Mannucci al Siena e poi ad Alfredo Mancinelli, Fernando Veneranda e infine a Mario Zurlini al Matera, nel campionato 1977-1978 diventa allenatore dei lucani ottenendo la "promozione" in C1 nel passaggio in quell'anno dalla Serie C unica alla C1-C2, mentre al termine della stagione 1978-1979 ottengono la loro prima e unica promozione in Serie B. Grazie alla vittoria del campionato di Serie C1, Di Benedetto è premiato nel 1979 col Seminatore d'oro come miglior allenatore di Serie C.
Resta sulla panchina dei lucani fino a fine campionato di Serie B 1979-1980 in cui, dopo il girone d'andata terminato al 14º posto, la squadra biancazzurra scivola in ultima posizione nel corso del girone di ritorno retrocedendo in Serie C1.
Negli anni successivi guida lo Squinzano in Serie C2 e la Virtus Casarano in Serie C1, dove è sostituito da Giacomo Losi; passa sulla panchina del Trani nel Campionato Interregionale e poi su quella del Bisceglie con cui vince il Campionato Interregionale 1985-1986 e inizia la stagione successiva con la squadra in zona retrocessione a causa dei risultati negativi, venendo poi esonerato e sostituito da Carlo Ripari.
Nel 1988, dopo una parentesi in Interregionale col Matera, va ad allenare l'Altamura, compagine della sua città, dove vince il Campionato Interregionale 1988-1989 dopo un lungo duello col Pro Matera deciso all'ultima giornata; resta sulla panchina altamurana nelle successive tre annate in Serie C2, raggiungendo la salvezza nella prima stagione e terminando il campionato 1990-1991 con una retrocessione in Interregionale, seguita dal ripescaggio in C2. Nel 1992-1993 è chiamato nuovamente ad allenare il Matera, con cui grazie al terzo posto raggiunto a fine campionato ottiene il ripescaggio in Serie C1, restando sulla panchina biancazzurra l'anno successivo.
Negli anni seguenti allena Fasano in Serie C2 nel 1999, subentrando a Gabriele Geretto, e Fortis Trani nel 2003, subentrando a campionato in corso e venendo esonerato.

## Palmarès

### Competizioni nazionali
- Campionato italiano Serie C1: 1

Matera: 1978-1979 (girone B)
- Campionato Interregionale: 2

Bisceglie: 1985-1986 (girone L)
Altamura: 1988-1989 (girone L)